# Cheteoscelis
Cheteoscelis là một chi bướm đêm thuộc họ Geometridae.

## Các loài
- Cheteoscelis bistriaria (Packard, 1876)
- Cheteoscelis faseolaria (Guenée, 1857)
- Cheteoscelis graefiaria (Hulst, 1886)
- Cheteoscelis naenia Druce
- Cheteoscelis orthogramma Dyar
- Cheteoscelis pectinaria (Grossbeck, 1910)